# Saison 2017-2018 de l'Amiens SC
Maillots
Chronologie
Saison précédente Saison suivante
La saison 2017-2018 de l'Amiens SC est la saison sportive de août 2017 à mai 2018 de l'Amiens Sporting Club, club de football situé à Amiens.
Cette saison voit le club évoluer dans trois compétitions : la Ligue 1, premier niveau du football français, à la suite de son accession dans cette division après sa 2e place obtenue lors de la saison précédente en Ligue 2, la Coupe de France et la Coupe de la Ligue.

## Résumé de la saison
Pour sa première saison en Ligue 1, l'Amiens Sporting Club dispose du plus petit budget des vingt clubs du championnat avec un budget d'environ 25 M€. Le club démarre par trois défaites sans marquer de buts et pointe à la dernière place du classement après la 3e journée. L'effectif est chamboulé dans les derniers jours du mercato, avec le prêt avec option d'achat à l'Olympique lyonnais du jeune Tanguy Ndombele, alors que le joueur vient d'être sélectionné avec l'équipe de France espoirs, et l'arrivée de cinq joueurs, dont le milieu Bongani Zungu et les attaquants Moussa Konaté et Serge Gakpe, qui feront partie de l'équipe-type.
Le 26 août 2017, l'Amiens SC remporte son premier match en Ligue 1 lors de la 4e journée face à l'OGC Nice (3-0), Gaël Kakuta marquant le premier but picard en Ligue 1 sur coup franc. Le 30 septembre, le match de la 8e journée face au LOSC Lille au stade de la Licorne est marqué par l'abattement d'une barrière de la tribune visiteur à la suite d'une poussée des supporters lillois, entrainant la chute sans gravité d'une trentaine d'entre eux et le report du match. Les six supporters les plus atteints quittent l'hôpital dès le lendemain,. Le stade amiénois est suspendu le temps d'une rencontre afin de vérifier la solidité des autres barrières du stade. Délocalisé au stade Océane du Havre, l'Amiens SC s'impose face au FC Girondins de Bordeaux (1-0) lors de la 10e journée le 21 octobre, premier match d'une série de sept matchs sans défaite dont quatre victoires, qui place le club à la 9e place après la 15e journée. Entretemps, le 9 novembre, la Commission de la Ligue de football professionnel juge l'Amiens SC non responsable de l'incident survenu face au LOSC, une commission de sécurité de la Ligue étant passée quelques jours avant le match et n'ayant rien décelé d'anormal.
L'Amiens SC subit ensuite huit revers entre la 16e et la 25e journée, tout en étant lourdement éliminé en 32e de finale de la Coupe de France par le FC Sochaux-Montbéliard le 7 janvier 2018 avec une équipe très remanié (0-6), et en étant éliminé par le Paris Saint-Germain FC en quart de finale de la Coupe de la Ligue le 10 janvier (0-2). Après un match nul contre le Toulouse FC (0-0) lors de la 26e journée, le club se situe à la 18e place en position de barragiste, avec seulement deux victoires sur ses treize derniers matchs toutes compétitions confondues.
Les Amiénois doivent alors encore affronter les quatre premières équipes lors de leurs douze derniers matchs, faisant craindre un fin de saison difficile. Néanmoins, les Amiénois ne vont en perdre que trois, dont deux face à l'Olympique lyonnais et à l'Olympique de Marseille, qui jouent leur place en Ligue des champions, tandis qu'ils remportent des victoires décisives contre leurs concurrents directes face au LOSC Lille (1-0), face au Stade Malherbe Caen (3-0) et face au RC Strasbourg (3-1). L'Amiens SC valide son maintien lors de la 36e journée en faisant match nul deux buts partout contre le Paris Saint-Germain FC, nouveau champion de France. Le club termine finalement à la 13e place, avec la quatrième défense du championnat et se maintient en Ligue 1.

## Joueurs et encadrement technique

### Effectif et statistiques
Les tableaux suivant présentent les joueurs et l'encadrement technique de l'Amiens SC ayant fait partie de l'effectif de la saison 2017-2018.
| P  | N° | Joueur                | Âge             | Depuis          | Ch. app.        | Ch. tit.        | But inscrit | Passe décisive | CF. app. | But inscrit | CL. app. | But inscrit |
| -- | -- | --------------------- | --------------- | --------------- | --------------- | --------------- | ----------- | -------------- | -------- | ----------- | -------- | ----------- |
| G  | 40 | Raphaël Adicéam       | 26 ans          | 2015            |                 |                 |             |                |          |             |          |             |
| G  | 16 | Jean-Christophe Bouet | 33 ans          | 2017            | 1               | 1               |             |                | 1        |             | 1        |             |
| G  | 1  | Régis Gurtner         | 30 ans          | 2015            | 37              | 37              |             |                |          |             | 3        |             |
| DC | 3  | Khaled Adenon         | 31 ans          | 2015            | 34              | 32              |             | 1              |          |             | 2        |             |
| DG | 35 | Danilo Avelar         | 28 ans          | 2017            | 21              | 20              | 1           | 1              | 1        |             | 3        |             |
| DD | 25 | Issa Cissokho         | 32 ans          | 2017            | 19              | 18              |             |                | 1        |             | 2        |             |
| DG | 12 | Bakaye Dibassy        | 27 ans          | 2016            | 32              | 31              | 1           | 1              | 1        |             | 2        |             |
| DD | 19 | Oualid El Hajjam      | 26 ans          | 2012            | 26              | 24              | 1           | 1              | 1        |             | 2        |             |
| DC | 2  | Prince-Désir Gouano   | 23 ans          | 2017            | 32              | 32              |             |                |          |             | 2        |             |
| DG | 23 | Julien Ielsch         | 34 ans          | 2015            | 11              | 7               |             |                | 1        |             | 3        | 1           |
| MC | 20 | Sekou Baradji         | 33 ans          | 2017            | 1               | 0               |             |                | 1        |             |          |             |
| MC | 24 | Mathieu Bodmer        | 34 ans          | 2017            | 13              | 3               | 1           |                | 1        |             |          |             |
| MD | 10 | Emmanuel Bourgaud     | 29 ans          | 2015            | 17              | 4               |             | 1              | 1        |             | 2        | 1           |
| MC | 21 | Charly Charrier       | 31 ans          | 2016            | 3               | 1               |             |                | 1        |             | 1        |             |
| MD | 13 | Quentin Cornette      | 23 ans          | 2016            | 12              | 6               | 1           | 2              |          |             | 1        |             |
| MG | 11 | Jean-Luc Dompé        | 21 ans          | 2017            | 1               | 0               |             |                |          |             |          |             |
| MC | 8  | Guessouma Fofana      | 24 ans          | 2015            | 16              | 7               |             |                | 1        |             | 1        |             |
| MD | 18 | Georges Gope-Fenepej  | 28 ans          | 2015            | 3               | 0               |             |                | 1        |             | 3        |             |
| MC | 14 | Gaël Kakuta           | 26 ans          | 2017            | 36              | 36              | 6           | 6              |          |             | 2        |             |
| MG | 7  | Harrison Manzala      | 23 ans          | 2016            | 37              | 18              | 4           | 3              |          |             | 1        |             |
| MC | 6  | Thomas Monconduit     | 26 ans          | 2015            | 34              | 34              | 1           | 2              |          |             | 2        |             |
| MC | 22 | Tanguy Ndombele       | 20 ans          | 2016            | 3               | 3               |             |                |          |             |          |             |
| MC | 4  | Nathan                | 21 ans          | 2017            | 1               | 0               |             |                |          |             | 2        |             |
| MC | 26 | Guy Ngosso            | 32 ans          | 2016            | 12              | 7               | 1           |                |          |             | 1        |             |
| MC | 17 | Madhi Talal           | 19 ans          | 2017            |                 |                 |             |                | 1        |             |          |             |
| MC | 34 | Bongani Zungu         | 24 ans          | 2017            | 26              | 24              | 1           |                |          |             | 2        |             |
| AD | 37 | Serge Gakpé           | 30 ans          | 2017            | 29              | 23              | 3           | 2              |          |             | 1        |             |
| AC | 15 | Moussa Konaté         | 24 ans          | 2017            | 33              | 28              | 13          | 2              |          |             | 2        | 1           |
| AC | 29 | Seybou Koïta          | 23 ans          | 2016            | 6               | 2               |             |                | 1        |             | 1        | 1           |
| AC | 9  | Brighton Labeau       | 21 ans          | 2017            | 2               | 0               |             |                |          |             |          |             |
| AG | 27 | Stiven Mendoza        | 25 ans          | 2018            | 13              | 12              | 2           |                |          |             |          |             |
| AC | 28 | Lacina Traoré         | 27 ans          | 2017            | 18              | 8               |             | 2              |          |             |          |             |
|    |    | contre son camp       | contre son camp | contre son camp | contre son camp | contre son camp | 1           |                |          | -           |          | -           |

| Rôle                    | Membre                  | Âge    | Depuis |
| ----------------------- | ----------------------- | ------ | ------ |
| Entraineur              | Christophe Pélissier    | 51 ans | 2015   |
| Entraineur adjoint      | Romain Poyet            | 36 ans | 2015   |
| Entraineur adjoint      | Jean-Marie Stéphanopoli | 44 ans | 2017   |
| Entraineur des gardiens | Olivier Lagarde         | ans    |        |
| Préparateur physique    | Simon Lucq              | ans    |        |
| Préparateur physique    | Armand Zélisko          | ans    |        |

### Transferts

#### Mercato d'été
Le milieu gauche Jean-Luc Dompé est prêté par le Standard de Liège. Le jeune attaquant Brighton Labeau arrive en provenance de l'AS Monaco FC, avec qui il n'a joué qu'avec l'équipe réserve. Le défenseur Mathieu Bodmer, 370 matchs en Ligue 1, s'engage pour trois ans. Jean-Christophe Bouet, qui n'a jamais joué en professionnel, arrive en provenance de l'USL Dunkerque pour occuper le poste de gardien remplaçant. Le défenseur Prince-Désir Gouano s'engage pour quatre ans. Le milieu Madih Talal, en provenance d'Angers SCO s'engage ensuite, suivi du prêt du milieu Gaël Kakuta et du défenseur Issa Cissokho pour un an.
Aboubakar Kamara est transféré à Fulham pour un montant estimé à 7 M€.
| Joueur                | Poste | Club                        | Transfert          |
| --------------------- | ----- | --------------------------- | ------------------ |
| Arrivées              |       |                             |                    |
| Jean-Luc Dompé        | M     | Standard de Liège (D1)      | Prêt               |
| Brighton Labeau       | A     | AS Monaco FC rés. (CFA)     | Premier contrat    |
| Mathieu Bodmer        | D     | En Avant de Guingamp (L1)   | Fin de contrat     |
| Jean-Christophe Bouet | G     | USL Dunkerque (N)           | Fin de contrat     |
| Prince-Désir Gouano   | D     | Atalanta Bergame (D1)       | Fin de contrat     |
| Madih Talal           | M     | Angers SCO rés. (CFA 2)     | Premier contrat    |
| Gaël Kakuta           | M     | Hebei China Fortune FC (D1) | Prêt               |
| Issa Cissokho         | D     | Angers SCO (L1)             | Fin de contrat     |
| Sekou Baradji         | D     | Sans club                   | –                  |
| Pape Moussa Konaté    | A     | FC Sion (D1)                | Transfert (3,5 M€) |
| Bachibou Koïta        | A     | Amiens SC rés. (CFA 2)      | Premier contrat    |
| Danilo Avelar         | D     | Torino FC (D1)              | Prêt               |
| Nathan Allan de Souza | M     | Chelsea FC (D1)             | Prêt               |
| Bongani Zungu         | M     | Vitória SC (D1)             | Transfert (2 M€)   |
| Serge Gakpe           | A     | Genoa CFC (D1)              | Fin de contrat     |
| Lacina Traoré         | A     | AS Monaco FC (L1)           | Prêt               |
| Départs               |       |                             |                    |
| Matthieu Fontaine     | D     | Red Star FC (N)             | Fin de contrat     |
| Jean Calvé            | D     |                             | Fin de contrat     |
| Joachim Eickmayer     | M     | Les Herbiers Football (N)   | Fin de contrat     |
| Junior Tallo          | A     | LOSC Lille (L1)             | Retour de prêt     |
| Richard Soumah        | M     | Maccabi Petach-Tikva        | Fin de contrat     |
| Jordan Lefort         | D     | US Quevilly (L2)            | Prêt               |
| Yannick Mamilonne     | A     | US Quevilly (L2)            | Prêt               |
| Réda Rabeï            | A     | AS Lyon-Duchère (N1)        | Prêt               |
| Aboubakar Kamara      | A     | Fulham (D2)                 | Transfert (7 M€)   |
| Tanguy Ndombele       | M     | Olympique lyonnais (L1)     | Prêt payant (2 M€) |
| Nathan Dekoke         | D     | US Boulogne (N1)            | Prêt               |

#### Mercato d'hiver
| Joueur                | Poste | Club                         | Transfert        |
| --------------------- | ----- | ---------------------------- | ---------------- |
| Arrivées              |       |                              |                  |
| Stiven Mendoza        | A     | SC Corinthians paulista (D1) | Transfert (1 M€) |
| Réda Rabeï            | A     | AS Lyon-Duchère (N1)         | Retour de prêt   |
| Départs               |       |                              |                  |
| Nathan Allan de Souza | M     | Chelsea FC (D1)              | Retour de prêt   |
| Brighton Labeau       | A     | US Créteil-Lusitanos (N1)    | Prêt             |
| Réda Rabeï            | A     | SC Juventus Bucarest (D1)    | Prêt             |

## Résultats

### Ligue 1
| 1re journée – 17e          | Paris Saint-Germain FC                           | 2 – 0   | Amiens SC | | |
| Samedi 5 août 2017 17 h 00 | (Dani Alves ) Cavani 42e · (Cavani ) Pastore 81e | (1 – 0) | | Parc des Princes, Paris Spectateurs : 46 898 Diffuseur : Canal+ Sport, beIN sports 1 Arbitrage : Mickaël Lesage | Parc des Princes, Paris Spectateurs : 46 898 Diffuseur : Canal+ Sport, beIN sports 1 Arbitrage : Mickaël Lesage |
| Samedi 5 août 2017 17 h 00 | Rapport                                          |         | | Parc des Princes, Paris Spectateurs : 46 898 Diffuseur : Canal+ Sport, beIN sports 1 Arbitrage : Mickaël Lesage | Parc des Princes, Paris Spectateurs : 46 898 Diffuseur : Canal+ Sport, beIN sports 1 Arbitrage : Mickaël Lesage |
| Samedi 5 août 2017 17 h 00 |                                                  | Équipes | Gurtner - El Hajjam, Gouano, Bodmer, Adenon, Cissokho - Ndombele (Charrier, 57e), Monconduit , Fofana, Manzala (Bourgaud, 69e) - Koïta (Labeau, 77e) | Parc des Princes, Paris Spectateurs : 46 898 Diffuseur : Canal+ Sport, beIN sports 1 Arbitrage : Mickaël Lesage | Parc des Princes, Paris Spectateurs : 46 898 Diffuseur : Canal+ Sport, beIN sports 1 Arbitrage : Mickaël Lesage |

| 2e journée – 18e            | Amiens SC | 0 – 2   | Angers SCO                            | | |
| Samedi 12 août 2017 20 h 00 | | (0 – 1) | 27e Crivelli ( Mangani) · 56e Mangani | Stade de la Licorne, Amiens Spectateurs : 9 240 Diffuseur : beIN Sports Max 4 Arbitrage : Hakim Ben El Hadj | Stade de la Licorne, Amiens Spectateurs : 9 240 Diffuseur : beIN Sports Max 4 Arbitrage : Hakim Ben El Hadj |
| Samedi 12 août 2017 20 h 00 | Rapport |         |                                       | Stade de la Licorne, Amiens Spectateurs : 9 240 Diffuseur : beIN Sports Max 4 Arbitrage : Hakim Ben El Hadj | Stade de la Licorne, Amiens Spectateurs : 9 240 Diffuseur : beIN Sports Max 4 Arbitrage : Hakim Ben El Hadj |
| Samedi 12 août 2017 20 h 00 | Gurtner - Cissokho, Bodmer, Adenon, Dibassy - Monconduit , Fofana (Ngosso, 82e) - Charrier (Dompé, 62e), Kakuta, Manzala - Koïta (Labeau, 82e) | Équipes |                                       | Stade de la Licorne, Amiens Spectateurs : 9 240 Diffuseur : beIN Sports Max 4 Arbitrage : Hakim Ben El Hadj | Stade de la Licorne, Amiens Spectateurs : 9 240 Diffuseur : beIN Sports Max 4 Arbitrage : Hakim Ben El Hadj |

| 3e journée – 20e            | AS Saint-Étienne                              | 3 – 0   | Amiens SC | | |
| Samedi 19 août 2017 20 h 00 | Bamba 13e (pen.) · Dabo 40e (pen.) · Dabo 66e | (2 – 0) | | Stade Geoffroy-Guichard, Saint-Étienne Spectateurs : 30 004 Diffuseur : beIN Sports Max 7 Arbitrage : Jérôme Brisard | Stade Geoffroy-Guichard, Saint-Étienne Spectateurs : 30 004 Diffuseur : beIN Sports Max 7 Arbitrage : Jérôme Brisard |
| Samedi 19 août 2017 20 h 00 | Rapport                                       |         | | Stade Geoffroy-Guichard, Saint-Étienne Spectateurs : 30 004 Diffuseur : beIN Sports Max 7 Arbitrage : Jérôme Brisard | Stade Geoffroy-Guichard, Saint-Étienne Spectateurs : 30 004 Diffuseur : beIN Sports Max 7 Arbitrage : Jérôme Brisard |
| Samedi 19 août 2017 20 h 00 |                                               | Équipes | Gurtner - El Hajjam, Gouano, Adenon, Dibassy, Ielsch (Manzala, 78e) - Ndombele, Bodmer (Bourgaud, 65e), Monconduit - Kakuta (Koïta, 66e), Konaté | Stade Geoffroy-Guichard, Saint-Étienne Spectateurs : 30 004 Diffuseur : beIN Sports Max 7 Arbitrage : Jérôme Brisard | Stade Geoffroy-Guichard, Saint-Étienne Spectateurs : 30 004 Diffuseur : beIN Sports Max 7 Arbitrage : Jérôme Brisard |

| 4e journée – 18e            | Amiens SC | 3 – 0   | OGC Nice | | |
| Samedi 26 août 2017 20 h 00 | Kakuta 14e · (Bourgaud ) Konaté 28e · (Manzala ) Konaté 88e                                                                                          | (2 – 0) |          | Stade de la Licorne, Amiens Spectateurs : 7 922 Diffuseur : beIN Sports Max 4 Arbitrage : Johan Hamel | Stade de la Licorne, Amiens Spectateurs : 7 922 Diffuseur : beIN Sports Max 4 Arbitrage : Johan Hamel |
| Samedi 26 août 2017 20 h 00 | Rapport |         |          | Stade de la Licorne, Amiens Spectateurs : 7 922 Diffuseur : beIN Sports Max 4 Arbitrage : Johan Hamel | Stade de la Licorne, Amiens Spectateurs : 7 922 Diffuseur : beIN Sports Max 4 Arbitrage : Johan Hamel |
| Samedi 26 août 2017 20 h 00 | Gurtner - El Hajjam, Gouano, Adenon, Dibassy - Bourgaud (Cissokho, 81e), Ndombele, Monconduit , Ielsch (Manzala, 73e) - Kakuta (Ngosso, 85e), Konaté | Équipes |          | Stade de la Licorne, Amiens Spectateurs : 7 922 Diffuseur : beIN Sports Max 4 Arbitrage : Johan Hamel | Stade de la Licorne, Amiens Spectateurs : 7 922 Diffuseur : beIN Sports Max 4 Arbitrage : Johan Hamel |

| 5e journée – 13e                | RC Strasbourg | 0 – 1   | Amiens SC | | |
| Samedi 9 septembre 2017 20 h 00 |               | (0 – 1) | 13e Kakuta ( Konaté) | Stade de la Meinau, Strasbourg Spectateurs : 23 424 Diffuseur : beIN Sports Max 6 Arbitrage : Jérôme Brisard | Stade de la Meinau, Strasbourg Spectateurs : 23 424 Diffuseur : beIN Sports Max 6 Arbitrage : Jérôme Brisard |
| Samedi 9 septembre 2017 20 h 00 | Lala 78e      | Rapport | | Stade de la Meinau, Strasbourg Spectateurs : 23 424 Diffuseur : beIN Sports Max 6 Arbitrage : Jérôme Brisard | Stade de la Meinau, Strasbourg Spectateurs : 23 424 Diffuseur : beIN Sports Max 6 Arbitrage : Jérôme Brisard |
| Samedi 9 septembre 2017 20 h 00 |               | Équipes | Gurtner - El Hajjam, Gouano, Adenon, Dibassy - Ngosso (Zungu, 64e), Monconduit - Gakpe (Manzala, 58e), Kakuta, Ielsch - Konaté (Traoré, 79e) | Stade de la Meinau, Strasbourg Spectateurs : 23 424 Diffuseur : beIN Sports Max 6 Arbitrage : Jérôme Brisard | Stade de la Meinau, Strasbourg Spectateurs : 23 424 Diffuseur : beIN Sports Max 6 Arbitrage : Jérôme Brisard |

| 6e journée – 14e                   | Amiens SC | 0 – 2   | Olympique de Marseille                  | | |
| Dimanche 17 septembre 2017 15 h 00 | | (0 – 0) | 53e Njie ( Sakai) · 55e Njie ( Thauvin) | Stade de la Licorne, Amiens Spectateurs : 11 698 Diffuseur : beIN Sports 1 Arbitrage : Mickaël Lesage | Stade de la Licorne, Amiens Spectateurs : 11 698 Diffuseur : beIN Sports 1 Arbitrage : Mickaël Lesage |
| Dimanche 17 septembre 2017 15 h 00 | Rapport |         |                                         | Stade de la Licorne, Amiens Spectateurs : 11 698 Diffuseur : beIN Sports 1 Arbitrage : Mickaël Lesage | Stade de la Licorne, Amiens Spectateurs : 11 698 Diffuseur : beIN Sports 1 Arbitrage : Mickaël Lesage |
| Dimanche 17 septembre 2017 15 h 00 | Gurtner - El Hajjam, Gouano, Adenon, Dibassy - Zungu (Nathan, 81e), Monconduit - Manzala (Gakpé, 63e), Kakuta, Ielsch (Traoré, 69e) - Konaté | Équipes |                                         | Stade de la Licorne, Amiens Spectateurs : 11 698 Diffuseur : beIN Sports 1 Arbitrage : Mickaël Lesage | Stade de la Licorne, Amiens Spectateurs : 11 698 Diffuseur : beIN Sports 1 Arbitrage : Mickaël Lesage |

| 7e journée – 16e                 | Stade Malherbe Caen | 1 – 0   | Amiens SC | | |
| Samedi 23 septembre 2017 20 h 00 | Santini 54e (pen.)  | (0 – 0) | | Stade Michel-d'Ornano, Caen Spectateurs : 16 212 Diffuseur : beIN Sports Mas 5 Arbitrage : Hakim Ben El Hadj | Stade Michel-d'Ornano, Caen Spectateurs : 16 212 Diffuseur : beIN Sports Mas 5 Arbitrage : Hakim Ben El Hadj |
| Samedi 23 septembre 2017 20 h 00 | Rapport             |         | | Stade Michel-d'Ornano, Caen Spectateurs : 16 212 Diffuseur : beIN Sports Mas 5 Arbitrage : Hakim Ben El Hadj | Stade Michel-d'Ornano, Caen Spectateurs : 16 212 Diffuseur : beIN Sports Mas 5 Arbitrage : Hakim Ben El Hadj |
| Samedi 23 septembre 2017 20 h 00 |                     | Équipes | Gurtner - Cissokho, Gouano, Adenon, Avelar - Zungu, Monconduit - El Hajjam (Gakpé, 65e), Kakuta, Manzala (Traoré, 70e) - Konaté (Bourgaud, 79e) | Stade Michel-d'Ornano, Caen Spectateurs : 16 212 Diffuseur : beIN Sports Mas 5 Arbitrage : Hakim Ben El Hadj | Stade Michel-d'Ornano, Caen Spectateurs : 16 212 Diffuseur : beIN Sports Mas 5 Arbitrage : Hakim Ben El Hadj |

| 8e journée – 16e         | Amiens SC | Reporté | LOSC Lille |                                                               |                                                               |
| Samedi 30 septembre 2017 |           | (–)     |            | Stade de la Licorne, Amiens Diffuseur : [[]] Arbitrage : [[]] | Stade de la Licorne, Amiens Diffuseur : [[]] Arbitrage : [[]] |
| Samedi 30 septembre 2017 | [Rapport] |         |            | Stade de la Licorne, Amiens Diffuseur : [[]] Arbitrage : [[]] | Stade de la Licorne, Amiens Diffuseur : [[]] Arbitrage : [[]] |

| 9e journée – 17e               | Toulouse FC        | 1 – 0   | Amiens SC | | |
| Samedi 14 octobre 2017 20 h 00 | (Blin ) Delort 40e | (1 – 0) | | Stadium, Toulouse Spectateurs : 15 308 Diffuseur : beIN Sports Max 8 Arbitrage : François Letexier | Stadium, Toulouse Spectateurs : 15 308 Diffuseur : beIN Sports Max 8 Arbitrage : François Letexier |
| Samedi 14 octobre 2017 20 h 00 |                    | Rapport | Gouano 90+5e · | Stadium, Toulouse Spectateurs : 15 308 Diffuseur : beIN Sports Max 8 Arbitrage : François Letexier | Stadium, Toulouse Spectateurs : 15 308 Diffuseur : beIN Sports Max 8 Arbitrage : François Letexier |
| Samedi 14 octobre 2017 20 h 00 |                    | Équipes | Gurtner - El Hajjam, Gouano , Adenon, Dibassy - Zungu, Ngosso - Bourgaud (Manzala, 69e), Kakuta (Traoré, 55e), Gakpé - Konaté (Koïta, 78e) | Stadium, Toulouse Spectateurs : 15 308 Diffuseur : beIN Sports Max 8 Arbitrage : François Letexier | Stadium, Toulouse Spectateurs : 15 308 Diffuseur : beIN Sports Max 8 Arbitrage : François Letexier |

| 10e journée – 16e              | Amiens SC | 1 – 0   | FC Girondins de Bordeaux | | |
| Samedi 21 octobre 2017 20 h 00 | (Adenon ) Ngosso 64e | (0 – 0) |                          | Stade Océane, Le Havre Spectateurs : 11 068 Diffuseur : beIN Sports Max 4 Arbitrage : Sébastien Desiage | Stade Océane, Le Havre Spectateurs : 11 068 Diffuseur : beIN Sports Max 4 Arbitrage : Sébastien Desiage |
| Samedi 21 octobre 2017 20 h 00 | Rapport |         |                          | Stade Océane, Le Havre Spectateurs : 11 068 Diffuseur : beIN Sports Max 4 Arbitrage : Sébastien Desiage | Stade Océane, Le Havre Spectateurs : 11 068 Diffuseur : beIN Sports Max 4 Arbitrage : Sébastien Desiage |
| Samedi 21 octobre 2017 20 h 00 | Gurtner - Cissokho, Adenon, Dibassy, Avelar - Monconduit (Ielsch, 84e), Ngosso - Gakpé (Zungu, 73e), Kakuta, Manzala - Traoré (Konaté, 67e) | Équipes |                          | Stade Océane, Le Havre Spectateurs : 11 068 Diffuseur : beIN Sports Max 4 Arbitrage : Sébastien Desiage | Stade Océane, Le Havre Spectateurs : 11 068 Diffuseur : beIN Sports Max 4 Arbitrage : Sébastien Desiage |

| 11e journée – 16e              | En Avant de Guingamp  | 1 – 1   | Amiens SC | | |
| Samedi 28 octobre 2017 20 h 00 | (Tabanou ) Diallo 44e | (1 – 1) | 22e El Hajjam ( Kakuta) | Stade de Roudourou, Guingamp Spectateurs : 13 809 Diffuseur : beIN Sports Max 6 Arbitrage : Johan Hamel | Stade de Roudourou, Guingamp Spectateurs : 13 809 Diffuseur : beIN Sports Max 6 Arbitrage : Johan Hamel |
| Samedi 28 octobre 2017 20 h 00 |                       | Rapport | Gouano 58e · | Stade de Roudourou, Guingamp Spectateurs : 13 809 Diffuseur : beIN Sports Max 6 Arbitrage : Johan Hamel | Stade de Roudourou, Guingamp Spectateurs : 13 809 Diffuseur : beIN Sports Max 6 Arbitrage : Johan Hamel |
| Samedi 28 octobre 2017 20 h 00 |                       | Équipes | Gurtner - El Hajjam, Gouano 58e, Adenon, Avelar - Monconduit , Zungu - Gakpé (Dibassy, 61e), Kakuta, Manzala (Ngosso, 77e) - Traoré (Konaté, 65e) | Stade de Roudourou, Guingamp Spectateurs : 13 809 Diffuseur : beIN Sports Max 6 Arbitrage : Johan Hamel | Stade de Roudourou, Guingamp Spectateurs : 13 809 Diffuseur : beIN Sports Max 6 Arbitrage : Johan Hamel |

| 12e journée – 17e              | Montpellier SC   | 1 – 1   | Amiens SC | | |
| Samedi 4 novembre 2017 20 h 00 | (Lasne ) Sio 82e | (0 – 0) | 88e Avelar | Stade de la Mosson, Montpellier Spectateurs : 10 149 Diffuseur : beIN Sports Max 5 Arbitrage : Stéphane Jochem | Stade de la Mosson, Montpellier Spectateurs : 10 149 Diffuseur : beIN Sports Max 5 Arbitrage : Stéphane Jochem |
| Samedi 4 novembre 2017 20 h 00 | Rapport          |         | | Stade de la Mosson, Montpellier Spectateurs : 10 149 Diffuseur : beIN Sports Max 5 Arbitrage : Stéphane Jochem | Stade de la Mosson, Montpellier Spectateurs : 10 149 Diffuseur : beIN Sports Max 5 Arbitrage : Stéphane Jochem |
| Samedi 4 novembre 2017 20 h 00 |                  | Équipes | Gurtner - El Hajjam, Adenon, Dibassy, Avelar - Zungu, Ngosso - Gakpé (Cornette, 73e), Kakuta, Manzala (Koïta, 84e) - Konaté | Stade de la Mosson, Montpellier Spectateurs : 10 149 Diffuseur : beIN Sports Max 5 Arbitrage : Stéphane Jochem | Stade de la Mosson, Montpellier Spectateurs : 10 149 Diffuseur : beIN Sports Max 5 Arbitrage : Stéphane Jochem |

| 13e journée – 19e                 | Amiens SC | 1 – 1   | AS Monaco FC            | | |
| Vendredi 17 novembre 2017 20 h 45 | (Kakuta ) Gakpé 31e | (1 – 0) | 67e Jovetić ( Fanbinho) | Stade de la Licorne, Amiens Spectateurs : 9 198 Diffuseur : Canal+ Sport Arbitrage : Jérôme Miguelgorry | Stade de la Licorne, Amiens Spectateurs : 9 198 Diffuseur : Canal+ Sport Arbitrage : Jérôme Miguelgorry |
| Vendredi 17 novembre 2017 20 h 45 | Rapport |         |                         | Stade de la Licorne, Amiens Spectateurs : 9 198 Diffuseur : Canal+ Sport Arbitrage : Jérôme Miguelgorry | Stade de la Licorne, Amiens Spectateurs : 9 198 Diffuseur : Canal+ Sport Arbitrage : Jérôme Miguelgorry |
| Vendredi 17 novembre 2017 20 h 45 | Gurtner - Cissokho, Gouano, Dibassy, Avelar - Zungu, Monconduit (Baradji, 84e) - Cornette (Bourgaud, 64e), Kakuta, Gakpé (Manzala, 72e) - Konaté | Équipes |                         | Stade de la Licorne, Amiens Spectateurs : 9 198 Diffuseur : Canal+ Sport Arbitrage : Jérôme Miguelgorry | Stade de la Licorne, Amiens Spectateurs : 9 198 Diffuseur : Canal+ Sport Arbitrage : Jérôme Miguelgorry |

| 8e journée – 12e               | Amiens SC | 3 – 0   | LOSC Lille | | |
| Lundi 20 novembre 2017 19 h 00 | (Traoré ) Manzala 36e · (Traoré ) Manzala 47e · (Kakuta ) Konaté 85e                                                                           | (1 – 0) |            | Stade de la Licorne, Amiens Spectateurs : 9 015 Diffuseur : beIN Sports 1 Arbitrage : Mickaël Lesage | Stade de la Licorne, Amiens Spectateurs : 9 015 Diffuseur : beIN Sports 1 Arbitrage : Mickaël Lesage |
| Lundi 20 novembre 2017 19 h 00 | Rapport |         |            | Stade de la Licorne, Amiens Spectateurs : 9 015 Diffuseur : beIN Sports 1 Arbitrage : Mickaël Lesage | Stade de la Licorne, Amiens Spectateurs : 9 015 Diffuseur : beIN Sports 1 Arbitrage : Mickaël Lesage |
| Lundi 20 novembre 2017 19 h 00 | Gurtner - El Hajjam, Adenon, Dibassy, Avelar - Ngosso , Ielsch - Gakpé, Kakuta (Cornette, 87e), Manzala (Bourgaud, 71e) - Traoré (Konaté, 61e) | Équipes |            | Stade de la Licorne, Amiens Spectateurs : 9 015 Diffuseur : beIN Sports 1 Arbitrage : Mickaël Lesage | Stade de la Licorne, Amiens Spectateurs : 9 015 Diffuseur : beIN Sports 1 Arbitrage : Mickaël Lesage |

| 14e journée – 10e               | FC Metz | 0 – 2   | Amiens SC | | |
| Samedi 25 novembre 2017 20 h 00 |         | (0 – 1) | 29e Konaté ( Dibassy) · 66e Zungu ( Kakuta) | Stade Saint-Symphorien, Metz Spectateurs : 15 079 Diffuseur : beIN Sports Max 6 Arbitrage : Antony Gautier | Stade Saint-Symphorien, Metz Spectateurs : 15 079 Diffuseur : beIN Sports Max 6 Arbitrage : Antony Gautier |
| Samedi 25 novembre 2017 20 h 00 | Rapport |         | | Stade Saint-Symphorien, Metz Spectateurs : 15 079 Diffuseur : beIN Sports Max 6 Arbitrage : Antony Gautier | Stade Saint-Symphorien, Metz Spectateurs : 15 079 Diffuseur : beIN Sports Max 6 Arbitrage : Antony Gautier |
| Samedi 25 novembre 2017 20 h 00 |         | Équipes | Gurtner - El Hajjam, Gouano, Adenon, Dibassy - Monconduit (Ielsch, 83e), Zungu - Bourgaud (Gakpé, 63e), Kakuta, Manzala (Cornette, 74e) - Konaté | Stade Saint-Symphorien, Metz Spectateurs : 15 079 Diffuseur : beIN Sports Max 6 Arbitrage : Antony Gautier | Stade Saint-Symphorien, Metz Spectateurs : 15 079 Diffuseur : beIN Sports Max 6 Arbitrage : Antony Gautier |

| 15e journée – 9e               | Amiens SC | 2 – 1   | Dijon Football          |                                                                                                  |                                                                                                  |
| Mardi 28 novembre 2017 19 h 00 | Kakuta 3e · (Gakpé ) Cornette 50e | (1 – 1) | 15e Kwon ( Sammaritano) | Stade de la Licorne, Amiens Spectateurs : 8 693 Diffuseur : beIN Sports 1 Arbitrage : Karim Abed | Stade de la Licorne, Amiens Spectateurs : 8 693 Diffuseur : beIN Sports 1 Arbitrage : Karim Abed |
| Mardi 28 novembre 2017 19 h 00 | Rapport |         |                         | Stade de la Licorne, Amiens Spectateurs : 8 693 Diffuseur : beIN Sports 1 Arbitrage : Karim Abed | Stade de la Licorne, Amiens Spectateurs : 8 693 Diffuseur : beIN Sports 1 Arbitrage : Karim Abed |
| Mardi 28 novembre 2017 19 h 00 | Gurtner - Cissokho, Gouano, Dibassy, Avelar - Monconduit (Ielsch, 73e), Zungu - Cornette (Manzala, 66e), Kakuta, Gakpé - Traoré (Adenon, 86e) | Équipes |                         | Stade de la Licorne, Amiens Spectateurs : 8 693 Diffuseur : beIN Sports 1 Arbitrage : Karim Abed | Stade de la Licorne, Amiens Spectateurs : 8 693 Diffuseur : beIN Sports 1 Arbitrage : Karim Abed |

| 16e journée – 9e               | Stade rennais FC                              | 2 – 0   | Amiens SC | | |
| Samedi 2 décembre 2017 20 h 00 | (Hunou ) Khazri 72e · (Bourigeaud ) André 84e | (0 – 0) | | Roazhon Park, Rennes Spectateurs : 23 051 Diffuseur : beIN Sports Max 7 Arbitrage : Thomas Léonard | Roazhon Park, Rennes Spectateurs : 23 051 Diffuseur : beIN Sports Max 7 Arbitrage : Thomas Léonard |
| Samedi 2 décembre 2017 20 h 00 | Rapport                                       |         | | Roazhon Park, Rennes Spectateurs : 23 051 Diffuseur : beIN Sports Max 7 Arbitrage : Thomas Léonard | Roazhon Park, Rennes Spectateurs : 23 051 Diffuseur : beIN Sports Max 7 Arbitrage : Thomas Léonard |
| Samedi 2 décembre 2017 20 h 00 |                                               | Équipes | Gurtner - Cissokho, Gouano, Adenon, Avelar - Monconduit (Traoré, 76e), Zungu - Cornette (Manzala, 13e), Kakuta (Ngosso, 70e), Gakpé - Konaté | Roazhon Park, Rennes Spectateurs : 23 051 Diffuseur : beIN Sports Max 7 Arbitrage : Thomas Léonard | Roazhon Park, Rennes Spectateurs : 23 051 Diffuseur : beIN Sports Max 7 Arbitrage : Thomas Léonard |

| 17e journée – 11e                 | Amiens SC | 1 – 2   | Olympique lyonnais                          | | |
| Dimanche 10 décembre 2017 15 h 00 | (Avelar ) Gakpé 9e | (1 – 0) | 79e Aouar ( Ndombele) · 90+4e Aouar ( Diaz) | Stade de la Licorne, Amiens Spectateurs : 9 130 Diffuseur : beIN Sports 1 Arbitrage : Olivier Thual | Stade de la Licorne, Amiens Spectateurs : 9 130 Diffuseur : beIN Sports 1 Arbitrage : Olivier Thual |
| Dimanche 10 décembre 2017 15 h 00 | Rapport |         |                                             | Stade de la Licorne, Amiens Spectateurs : 9 130 Diffuseur : beIN Sports 1 Arbitrage : Olivier Thual | Stade de la Licorne, Amiens Spectateurs : 9 130 Diffuseur : beIN Sports 1 Arbitrage : Olivier Thual |
| Dimanche 10 décembre 2017 15 h 00 | Gurtner - El Hajjam, Gouano, Dibassy, Avelar - Monconduit , Zungu - Gakpé (Bourgaud, 69e), Kakuta, Manzala - Konaté (Traoré, 80e) | Équipes |                                             | Stade de la Licorne, Amiens Spectateurs : 9 130 Diffuseur : beIN Sports 1 Arbitrage : Olivier Thual | Stade de la Licorne, Amiens Spectateurs : 9 130 Diffuseur : beIN Sports 1 Arbitrage : Olivier Thual |

| 18e journée – 13e               | ES Troyes   | 1 – 0   | Amiens SC | | |
| Samedi 16 décembre 2017 20 h 00 | Darbion 78e | (0 – 0) | | Stade de l'Aube, Troyes Spectateurs : 14 505 Diffuseur : beIN Sports Max 8 Arbitrage : François Letexier | Stade de l'Aube, Troyes Spectateurs : 14 505 Diffuseur : beIN Sports Max 8 Arbitrage : François Letexier |
| Samedi 16 décembre 2017 20 h 00 | Rapport     |         | | Stade de l'Aube, Troyes Spectateurs : 14 505 Diffuseur : beIN Sports Max 8 Arbitrage : François Letexier | Stade de l'Aube, Troyes Spectateurs : 14 505 Diffuseur : beIN Sports Max 8 Arbitrage : François Letexier |
| Samedi 16 décembre 2017 20 h 00 |             | Équipes | Gurtner - El Hajjam, Gouano, Adenon, Dibassy - Monconduit , Zungu (Koïta, 81e) - Gakpé (Charrier, 81e), Kakuta, Manzala (Gope-Fenepej, 68e) - Konaté | Stade de l'Aube, Troyes Spectateurs : 14 505 Diffuseur : beIN Sports Max 8 Arbitrage : François Letexier | Stade de l'Aube, Troyes Spectateurs : 14 505 Diffuseur : beIN Sports Max 8 Arbitrage : François Letexier |

| 19e journée – 13e                 | Amiens SC | 0 – 1   | FC Nantes             | | |
| Mercredi 20 décembre 2017 20 h 50 | | (0 – 0) | 90+2e Sala ( Rongier) | Stade de la Licorne, Amiens Spectateurs : 8 865 Diffuseur : beIN Sports Max 5 Arbitrage : Jérôme Brisard | Stade de la Licorne, Amiens Spectateurs : 8 865 Diffuseur : beIN Sports Max 5 Arbitrage : Jérôme Brisard |
| Mercredi 20 décembre 2017 20 h 50 | Rapport |         |                       | Stade de la Licorne, Amiens Spectateurs : 8 865 Diffuseur : beIN Sports Max 5 Arbitrage : Jérôme Brisard | Stade de la Licorne, Amiens Spectateurs : 8 865 Diffuseur : beIN Sports Max 5 Arbitrage : Jérôme Brisard |
| Mercredi 20 décembre 2017 20 h 50 | Gurtner - El Hajjam, Gouano, Dibassy, Avelar - Zungu (Fofana, 70e), Monconduit - Gakpé, Kakuta, Manzala (Gope-Fenepej, 84e) - Konaté (Traoré, 72e) | Équipes |                       | Stade de la Licorne, Amiens Spectateurs : 8 865 Diffuseur : beIN Sports Max 5 Arbitrage : Jérôme Brisard | Stade de la Licorne, Amiens Spectateurs : 8 865 Diffuseur : beIN Sports Max 5 Arbitrage : Jérôme Brisard |

| 20e journée – 16e              | OGC Nice                        | 1 – 0   | Amiens SC | | |
| Samedi 13 janvier 2018 20 h 00 | (Saint-Maximin ) Lees-Melou 66e | (0 – 0) | | Allianz Riviera, Nice Spectateurs : 17 340 Diffuseur : beIN Sports Max 6 Arbitrage : Amaury Delerue | Allianz Riviera, Nice Spectateurs : 17 340 Diffuseur : beIN Sports Max 6 Arbitrage : Amaury Delerue |
| Samedi 13 janvier 2018 20 h 00 | Rapport                         |         | | Allianz Riviera, Nice Spectateurs : 17 340 Diffuseur : beIN Sports Max 6 Arbitrage : Amaury Delerue | Allianz Riviera, Nice Spectateurs : 17 340 Diffuseur : beIN Sports Max 6 Arbitrage : Amaury Delerue |
| Samedi 13 janvier 2018 20 h 00 |                                 | Équipes | Bouet - El Hajjam, Gouano , Adenon, Cissokho - Zungu (Ngosso, 72e), Fofana - Bourgaud (Manzala, 69e), Kakuta, Gakpé (Bodmer, 83e) - Konaté | Allianz Riviera, Nice Spectateurs : 17 340 Diffuseur : beIN Sports Max 6 Arbitrage : Amaury Delerue | Allianz Riviera, Nice Spectateurs : 17 340 Diffuseur : beIN Sports Max 6 Arbitrage : Amaury Delerue |

| 21e journée – 16e                | Amiens SC | 1 – 1   | Montpellier SC      | | |
| Mercredi 17 janvier 2018 19 h 00 | (El Hajjam ) Konaté 72e | (0 – 1) | 33e Skhiri ( Dolly) | Stade de la Licorne, Amiens Spectateurs : 8 233 Diffuseur : beIN Sports Max 8 Arbitrage : Karim Abed | Stade de la Licorne, Amiens Spectateurs : 8 233 Diffuseur : beIN Sports Max 8 Arbitrage : Karim Abed |
| Mercredi 17 janvier 2018 19 h 00 | Rapport |         |                     | Stade de la Licorne, Amiens Spectateurs : 8 233 Diffuseur : beIN Sports Max 8 Arbitrage : Karim Abed | Stade de la Licorne, Amiens Spectateurs : 8 233 Diffuseur : beIN Sports Max 8 Arbitrage : Karim Abed |
| Mercredi 17 janvier 2018 19 h 00 | Gurtner - El Hajjam, Gouano , Adenon, Cissokho - Ngosso (Fofana, 67e), Monconduit - Gakpé, Kakuta, Mendoza (Manzala, 77e)- Konaté (Bodmer, 83e) | Équipes |                     | Stade de la Licorne, Amiens Spectateurs : 8 233 Diffuseur : beIN Sports Max 8 Arbitrage : Karim Abed | Stade de la Licorne, Amiens Spectateurs : 8 233 Diffuseur : beIN Sports Max 8 Arbitrage : Karim Abed |

| 22e journée – 13e              | Amiens SC | 3 – 1   | En Avant de Guingamp | | |
| Samedi 20 janvier 2018 20 h 00 | Konaté 16e (pen.) · (Manzala ) Konaté 79e · Bodmer 84e                                                                                         | (1 – 1) | 29e Coco ( Benezet)  | Stade de la Licorne, Amiens Spectateurs : 8 686 Diffuseur : beIN Sports Max 5 Arbitrage : Sébastien Desiage | Stade de la Licorne, Amiens Spectateurs : 8 686 Diffuseur : beIN Sports Max 5 Arbitrage : Sébastien Desiage |
| Samedi 20 janvier 2018 20 h 00 | Rapport |         |                      | Stade de la Licorne, Amiens Spectateurs : 8 686 Diffuseur : beIN Sports Max 5 Arbitrage : Sébastien Desiage | Stade de la Licorne, Amiens Spectateurs : 8 686 Diffuseur : beIN Sports Max 5 Arbitrage : Sébastien Desiage |
| Samedi 20 janvier 2018 20 h 00 | Gurtner - El Hajjam, Gouano , Adenon, Dibassy - Zungu, Monconduit - Gakpé (Manzala, 67e), Kakuta, Mendoza (Fofana, 87e) - Konaté (Bodmer, 81e) | Équipes |                      | Stade de la Licorne, Amiens Spectateurs : 8 686 Diffuseur : beIN Sports Max 5 Arbitrage : Sébastien Desiage | Stade de la Licorne, Amiens Spectateurs : 8 686 Diffuseur : beIN Sports Max 5 Arbitrage : Sébastien Desiage |

| 23e journée – 15e              | Angers SCO  | 1 – 0   | Amiens SC | | |
| Samedi 27 janvier 2018 20 h 00 | Cappelle 6e | (1 – 0) | | Stade Raymond-Kopa, Angers Spectateurs : 8 914 Diffuseur : beIN Sports Max 8 Arbitrage : Olivier Thual | Stade Raymond-Kopa, Angers Spectateurs : 8 914 Diffuseur : beIN Sports Max 8 Arbitrage : Olivier Thual |
| Samedi 27 janvier 2018 20 h 00 | Rapport     |         | | Stade Raymond-Kopa, Angers Spectateurs : 8 914 Diffuseur : beIN Sports Max 8 Arbitrage : Olivier Thual | Stade Raymond-Kopa, Angers Spectateurs : 8 914 Diffuseur : beIN Sports Max 8 Arbitrage : Olivier Thual |
| Samedi 27 janvier 2018 20 h 00 |             | Équipes | Gurtner - Cissokho, Gouano , Adenon, Dibassy - Zungu (Fofana, 71e), Monconduit - Gakpé (Manzala, 18e), Kakuta, Mendoza - Konaté (Bodmer, 75e) | Stade Raymond-Kopa, Angers Spectateurs : 8 914 Diffuseur : beIN Sports Max 8 Arbitrage : Olivier Thual | Stade Raymond-Kopa, Angers Spectateurs : 8 914 Diffuseur : beIN Sports Max 8 Arbitrage : Olivier Thual |

| 24e journée – 17e             | Amiens SC | 0 – 2   | AS Saint-Étienne                   | | |
| Samedi 3 février 2018 20 h 00 | | (0 – 0) | 62e Debuchy · 85e Cabella ( Pajot) | Stade de la Licorne, Amiens Spectateurs : 9 255 Diffuseur : beIN Sports Max 4 Arbitrage : Thomas Léonard | Stade de la Licorne, Amiens Spectateurs : 9 255 Diffuseur : beIN Sports Max 4 Arbitrage : Thomas Léonard |
| Samedi 3 février 2018 20 h 00 | Rapport |         |                                    | Stade de la Licorne, Amiens Spectateurs : 9 255 Diffuseur : beIN Sports Max 4 Arbitrage : Thomas Léonard | Stade de la Licorne, Amiens Spectateurs : 9 255 Diffuseur : beIN Sports Max 4 Arbitrage : Thomas Léonard |
| Samedi 3 février 2018 20 h 00 | Gurtner - El Hajjam, Gouano , Adenon, Dibassy - Fofana (Gope-Fenepej, 74e), Monconduit - Manzala (Bodmer, 46e MT), Kakuta, Mendoza (Bourgaud, 62e) - Konaté | Équipes |                                    | Stade de la Licorne, Amiens Spectateurs : 9 255 Diffuseur : beIN Sports Max 4 Arbitrage : Thomas Léonard | Stade de la Licorne, Amiens Spectateurs : 9 255 Diffuseur : beIN Sports Max 4 Arbitrage : Thomas Léonard |

| 25e journée – 17e              | FC Girondins de Bordeaux                                           | 3 – 2   | Amiens SC | | |
| Samedi 10 février 2018 20 h 00 | (Malcom ) Koundé 31e · (Sabaly ) Lerager 39e · (pablo ) Kamano 78e | (2 – 0) | 79e Mendoza · 90e Kakuta ( Manzala) | Stade Matmut-Atlantique, Bordeaux Spectateurs : 19 889 Diffuseur : beIN Sports Max 5 Arbitrage : Benoît Bastien | Stade Matmut-Atlantique, Bordeaux Spectateurs : 19 889 Diffuseur : beIN Sports Max 5 Arbitrage : Benoît Bastien |
| Samedi 10 février 2018 20 h 00 | Rapport                                                            |         | | Stade Matmut-Atlantique, Bordeaux Spectateurs : 19 889 Diffuseur : beIN Sports Max 5 Arbitrage : Benoît Bastien | Stade Matmut-Atlantique, Bordeaux Spectateurs : 19 889 Diffuseur : beIN Sports Max 5 Arbitrage : Benoît Bastien |
| Samedi 10 février 2018 20 h 00 |                                                                    | Équipes | Gurtner - El Hajjam, Gouano , Adenon, Dibassy (Manzala, 81e), Avelar - Fofana, Ngosso (Konaté, 53e), Monconduit (Bodmer, 86e), Mendoza - Kakuta | Stade Matmut-Atlantique, Bordeaux Spectateurs : 19 889 Diffuseur : beIN Sports Max 5 Arbitrage : Benoît Bastien | Stade Matmut-Atlantique, Bordeaux Spectateurs : 19 889 Diffuseur : beIN Sports Max 5 Arbitrage : Benoît Bastien |

| 26e journée – 18e              | Amiens SC | 0 – 0   | Toulouse FC | | |
| Samedi 17 février 2018 20 h 00 | | (0 – 0) |             | Stade de la Licorne, Amiens Spectateurs : 8 730 Diffuseur : beIN Sports Max 8 Arbitrage : Frank Schneider | Stade de la Licorne, Amiens Spectateurs : 8 730 Diffuseur : beIN Sports Max 8 Arbitrage : Frank Schneider |
| Samedi 17 février 2018 20 h 00 | Fofana 76e | Rapport |             | Stade de la Licorne, Amiens Spectateurs : 8 730 Diffuseur : beIN Sports Max 8 Arbitrage : Frank Schneider | Stade de la Licorne, Amiens Spectateurs : 8 730 Diffuseur : beIN Sports Max 8 Arbitrage : Frank Schneider |
| Samedi 17 février 2018 20 h 00 | Gurtner - Cissokho, Gouano , Dibassy, Avelar (El Hajjam, 31e) - Fofana, Monconduit - Gakpé (Bourgaud, 70e), Kakuta, Mendoza - Traoré (Manzala, 79e) | Équipes |             | Stade de la Licorne, Amiens Spectateurs : 8 730 Diffuseur : beIN Sports Max 8 Arbitrage : Frank Schneider | Stade de la Licorne, Amiens Spectateurs : 8 730 Diffuseur : beIN Sports Max 8 Arbitrage : Frank Schneider |

| 27e journée – 15e              | FC Nantes | 0 – 1   | Amiens SC | | |
| Samedi 24 février 2018 20 h 00 |           | (0 – 1) | 45+1e Kakuta | Stade de la Beaujoire, Nantes Spectateurs : 18 830 Diffuseur : beIN Sports Max 4 Arbitrage : Stéphane Jochem | Stade de la Beaujoire, Nantes Spectateurs : 18 830 Diffuseur : beIN Sports Max 4 Arbitrage : Stéphane Jochem |
| Samedi 24 février 2018 20 h 00 | Rapport   |         | | Stade de la Beaujoire, Nantes Spectateurs : 18 830 Diffuseur : beIN Sports Max 4 Arbitrage : Stéphane Jochem | Stade de la Beaujoire, Nantes Spectateurs : 18 830 Diffuseur : beIN Sports Max 4 Arbitrage : Stéphane Jochem |
| Samedi 24 février 2018 20 h 00 |           | Équipes | Gurtner - Cissokho, Gouano , Adenon, Dibassy - Monconduit, Ielsch - Gakpé (Bourgaud, 77e), Kakuta (El Hajjam, 87e), Mendoza (Manzala, 85e) - Traoré | Stade de la Beaujoire, Nantes Spectateurs : 18 830 Diffuseur : beIN Sports Max 4 Arbitrage : Stéphane Jochem | Stade de la Beaujoire, Nantes Spectateurs : 18 830 Diffuseur : beIN Sports Max 4 Arbitrage : Stéphane Jochem |

| 28e journée – 16e          | Amiens SC | 0 – 2   | Stade rennais FC                         | | |
| Samedi 3 mars 2018 20 h 00 | | (0 – 1) | 41e Khazri ( Koubek) · 86e Sarr ( Gelin) | Stade de la Licorne, Amiens Spectateurs : 10 241 Diffuseur : beIN Sports Max 4 Arbitrage : Nicolas Rainville | Stade de la Licorne, Amiens Spectateurs : 10 241 Diffuseur : beIN Sports Max 4 Arbitrage : Nicolas Rainville |
| Samedi 3 mars 2018 20 h 00 | Rapport |         |                                          | Stade de la Licorne, Amiens Spectateurs : 10 241 Diffuseur : beIN Sports Max 4 Arbitrage : Nicolas Rainville | Stade de la Licorne, Amiens Spectateurs : 10 241 Diffuseur : beIN Sports Max 4 Arbitrage : Nicolas Rainville |
| Samedi 3 mars 2018 20 h 00 | Gurtner - Cissokho, Gouano , Adenon, Dibassy - Gakpé (Bourgaud, 71e), Monconduit, Ielsch, Manzala (Avelar, 80e) - Mendoza, Traoré (Konaté, 63e) | Équipes |                                          | Stade de la Licorne, Amiens Spectateurs : 10 241 Diffuseur : beIN Sports Max 4 Arbitrage : Nicolas Rainville | Stade de la Licorne, Amiens Spectateurs : 10 241 Diffuseur : beIN Sports Max 4 Arbitrage : Nicolas Rainville |

| 29e journée – 16e           | Dijon Football         | 1 – 1   | Amiens SC | | |
| Samedi 10 mars 2018 20 h 00 | (Djilobdoji ) Saïd 69e | (0 – 1) | 45+2e Konaté ( Gakpé) | Stade Gaston-Gérard, Dijon Spectateurs : 12 332 Diffuseur : beIN Sports Max 8 Arbitrage : Mikaël Lesage | Stade Gaston-Gérard, Dijon Spectateurs : 12 332 Diffuseur : beIN Sports Max 8 Arbitrage : Mikaël Lesage |
| Samedi 10 mars 2018 20 h 00 | Rapport                |         | | Stade Gaston-Gérard, Dijon Spectateurs : 12 332 Diffuseur : beIN Sports Max 8 Arbitrage : Mikaël Lesage | Stade Gaston-Gérard, Dijon Spectateurs : 12 332 Diffuseur : beIN Sports Max 8 Arbitrage : Mikaël Lesage |
| Samedi 10 mars 2018 20 h 00 |                        | Équipes | Gurtner - El Hajjam, Gouano (Gakpé, 28e (Bourgaud, 63e)), Adenon, Dibassy - Kakuta (Traoré, 77e), Zungu, Monconduit, Avelar - Mendoza, Konaté | Stade Gaston-Gérard, Dijon Spectateurs : 12 332 Diffuseur : beIN Sports Max 8 Arbitrage : Mikaël Lesage | Stade Gaston-Gérard, Dijon Spectateurs : 12 332 Diffuseur : beIN Sports Max 8 Arbitrage : Mikaël Lesage |

| 30e journée – 16e           | Amiens SC | 1 – 1   | ES Troyes        | | |
| Samedi 17 mars 2018 20 h 00 | Konaté 38e (pen.) | (1 – 0) | 47e (pen.) Niane | Stade de la Licorne, Amiens Spectateurs : 9 221 Diffuseur : beIN Sports Max 4 Arbitrage : Stéphane Jochem | Stade de la Licorne, Amiens Spectateurs : 9 221 Diffuseur : beIN Sports Max 4 Arbitrage : Stéphane Jochem |
| Samedi 17 mars 2018 20 h 00 | Rapport |         |                  | Stade de la Licorne, Amiens Spectateurs : 9 221 Diffuseur : beIN Sports Max 4 Arbitrage : Stéphane Jochem | Stade de la Licorne, Amiens Spectateurs : 9 221 Diffuseur : beIN Sports Max 4 Arbitrage : Stéphane Jochem |
| Samedi 17 mars 2018 20 h 00 | Gurtner - El Hajjam, Adenon, Dibassy, Avelar - Kakuta, Zungu, Monconduit, Mendoza (Manzala, 74e) - Traoré, Konaté (Bourgaud, 85e) | Équipes |                  | Stade de la Licorne, Amiens Spectateurs : 9 221 Diffuseur : beIN Sports Max 4 Arbitrage : Stéphane Jochem | Stade de la Licorne, Amiens Spectateurs : 9 221 Diffuseur : beIN Sports Max 4 Arbitrage : Stéphane Jochem |

| 31e journée – 15e               | LOSC Lille | 0 – 1   | Amiens SC | | |
| Dimanche 1er avril 2018 17 h 00 |            | (0 – 0) | 53e Mendoza | Stade Pierre-Mauroy, Villeneuve-d'Ascq Spectateurs : Huis-clos Diffuseur : beIN Sports Max 5 Arbitrage : Karim Abed | Stade Pierre-Mauroy, Villeneuve-d'Ascq Spectateurs : Huis-clos Diffuseur : beIN Sports Max 5 Arbitrage : Karim Abed |
| Dimanche 1er avril 2018 17 h 00 | Rapport    |         | | Stade Pierre-Mauroy, Villeneuve-d'Ascq Spectateurs : Huis-clos Diffuseur : beIN Sports Max 5 Arbitrage : Karim Abed | Stade Pierre-Mauroy, Villeneuve-d'Ascq Spectateurs : Huis-clos Diffuseur : beIN Sports Max 5 Arbitrage : Karim Abed |
| Dimanche 1er avril 2018 17 h 00 |            | Équipes | Gurtner - Cissokho, Gouano , Adenon, Dibassy - Zungu, Monconduit - Mendoza (Manzala, 82e), Kakuta, Avelar (Gakpé, 67e) - Konaté (Fofana, 85e) | Stade Pierre-Mauroy, Villeneuve-d'Ascq Spectateurs : Huis-clos Diffuseur : beIN Sports Max 5 Arbitrage : Karim Abed | Stade Pierre-Mauroy, Villeneuve-d'Ascq Spectateurs : Huis-clos Diffuseur : beIN Sports Max 5 Arbitrage : Karim Abed |

| 32e journée – 13e           | Amiens SC | 3 – 0   | Stade Malherbe Caen | | |
| Samedi 7 avril 2018 20 h 00 | (Konaté ) Dibassy 20e · Gakpé 30e · (Kakuta ) Konaté 53e                                                                                      | (2 – 0) |                     | Stade de la Licorne, Amiens Spectateurs : 9 506 Diffuseur : beIN Sports Max 4 Arbitrage : Benoît Millot | Stade de la Licorne, Amiens Spectateurs : 9 506 Diffuseur : beIN Sports Max 4 Arbitrage : Benoît Millot |
| Samedi 7 avril 2018 20 h 00 | Rapport |         |                     | Stade de la Licorne, Amiens Spectateurs : 9 506 Diffuseur : beIN Sports Max 4 Arbitrage : Benoît Millot | Stade de la Licorne, Amiens Spectateurs : 9 506 Diffuseur : beIN Sports Max 4 Arbitrage : Benoît Millot |
| Samedi 7 avril 2018 20 h 00 | Gurtner - Cissokho, Gouano , Adenon, Dibassy - Zungu (Fofana, 69e), Monconduit - Gakpé, Kakuta (Manzala, 55e), Mendoza - Konaté (Traoré, 76e) | Équipes |                     | Stade de la Licorne, Amiens Spectateurs : 9 506 Diffuseur : beIN Sports Max 4 Arbitrage : Benoît Millot | Stade de la Licorne, Amiens Spectateurs : 9 506 Diffuseur : beIN Sports Max 4 Arbitrage : Benoît Millot |

| 33e journée – 14e            | Olympique lyonnais                                   | 3 – 0   | Amiens SC | | |
| Samedi 14 avril 2018 17 h 00 | (Depay ) Diaz 30e · (Traoré ) Depay 83e · Traoré 85e | (1 – 0) | | Groupama Stadium, Décines-Charpieu Spectateurs : 47 513 Diffuseur : Canal+ Arbitrage : Johan Hamel | Groupama Stadium, Décines-Charpieu Spectateurs : 47 513 Diffuseur : Canal+ Arbitrage : Johan Hamel |
| Samedi 14 avril 2018 17 h 00 | Rapport                                              |         | | Groupama Stadium, Décines-Charpieu Spectateurs : 47 513 Diffuseur : Canal+ Arbitrage : Johan Hamel | Groupama Stadium, Décines-Charpieu Spectateurs : 47 513 Diffuseur : Canal+ Arbitrage : Johan Hamel |
| Samedi 14 avril 2018 17 h 00 |                                                      | Équipes | Gurtner - El Hajjam, Gouano , Adenon, Dibassy - Zungu, Monconduit - Gakpé (Fofana, 69e), Kakuta, Manzala (Cornette, 80e) - Konaté (Mendoza, 60e) | Groupama Stadium, Décines-Charpieu Spectateurs : 47 513 Diffuseur : Canal+ Arbitrage : Johan Hamel | Groupama Stadium, Décines-Charpieu Spectateurs : 47 513 Diffuseur : Canal+ Arbitrage : Johan Hamel |

| 34e journée – 13e            | Amiens SC | 3 – 1   | RC Strasbourg         | | |
| Samedi 21 avril 2018 20 h 00 | Monconduit 45e · (Cornette ) Manzala 79e · (Cornette ) Kakuta 90+2e                                                                              | (1 – 0) | 90+3e Saadi ( Blayac) | Stade de la Licorne, Amiens Spectateurs : 9 784 Diffuseur : beIN Sports Max 5 Arbitrage : Olivier Thual | Stade de la Licorne, Amiens Spectateurs : 9 784 Diffuseur : beIN Sports Max 5 Arbitrage : Olivier Thual |
| Samedi 21 avril 2018 20 h 00 | Rapport |         |                       | Stade de la Licorne, Amiens Spectateurs : 9 784 Diffuseur : beIN Sports Max 5 Arbitrage : Olivier Thual | Stade de la Licorne, Amiens Spectateurs : 9 784 Diffuseur : beIN Sports Max 5 Arbitrage : Olivier Thual |
| Samedi 21 avril 2018 20 h 00 | Gurtner - Cissokho, Gouano , Adenon, Dibassy (Cornette, 59e) - Zungu, Monconduit - Gakpé (Manzala, 45e+5), Kakuta, Avelar - Konaté (Traoré, 72e) | Équipes |                       | Stade de la Licorne, Amiens Spectateurs : 9 784 Diffuseur : beIN Sports Max 5 Arbitrage : Olivier Thual | Stade de la Licorne, Amiens Spectateurs : 9 784 Diffuseur : beIN Sports Max 5 Arbitrage : Olivier Thual |

| 35e journée – 13e            | AS Monaco FC   | 0 – 0   | Amiens SC | | |
| Samedi 28 avril 2018 20 h 00 |                | (0 – 0) | | Stade Louis-II, Monaco Spectateurs : 8 164 Diffuseur : beIN Sports Max 6 Arbitrage : Mikaël Lesage | Stade Louis-II, Monaco Spectateurs : 8 164 Diffuseur : beIN Sports Max 6 Arbitrage : Mikaël Lesage |
| Samedi 28 avril 2018 20 h 00 | Diakhaby 90+1e | Rapport | 90+1e Gouano · | Stade Louis-II, Monaco Spectateurs : 8 164 Diffuseur : beIN Sports Max 6 Arbitrage : Mikaël Lesage | Stade Louis-II, Monaco Spectateurs : 8 164 Diffuseur : beIN Sports Max 6 Arbitrage : Mikaël Lesage |
| Samedi 28 avril 2018 20 h 00 |                | Équipes | Gurtner - El Hajjam, Gouano , Adenon, Avelar - Zungu (Fofana, 80e), Monconduit - Cornette (Bourgaud, 73e), Kakuta, Manzala - Konaté (Bodmer, 89e) | Stade Louis-II, Monaco Spectateurs : 8 164 Diffuseur : beIN Sports Max 6 Arbitrage : Mikaël Lesage | Stade Louis-II, Monaco Spectateurs : 8 164 Diffuseur : beIN Sports Max 6 Arbitrage : Mikaël Lesage |

| 36e journée – 12e           | Amiens SC | 2 – 2   | Paris Saint-Germain FC                      | | |
| Vendredi 4 mai 2018 20 h 45 | (Monconduit ) Konaté 47e · (Kakuta ) Konaté 79e                                                                                               | (0 – 1) | 26e Cavani ( Pastore) · 64e Nkunku ( Motta) | Stade de la Licorne, Amiens Spectateurs : 11 676 Diffuseur : beIN Sports 1, Canal+ Sport Arbitrage : Hakim Ben El Hadj | Stade de la Licorne, Amiens Spectateurs : 11 676 Diffuseur : beIN Sports 1, Canal+ Sport Arbitrage : Hakim Ben El Hadj |
| Vendredi 4 mai 2018 20 h 45 | Rapport |         |                                             | Stade de la Licorne, Amiens Spectateurs : 11 676 Diffuseur : beIN Sports 1, Canal+ Sport Arbitrage : Hakim Ben El Hadj | Stade de la Licorne, Amiens Spectateurs : 11 676 Diffuseur : beIN Sports 1, Canal+ Sport Arbitrage : Hakim Ben El Hadj |
| Vendredi 4 mai 2018 20 h 45 | Gurtner - Cissokho, Adenon, Dibassy, Avelar - Zungu, Monconduit (Fofana, 74e) - Cornette (Gakpé, 65e), Kakuta, Manzala (Bodmer, 81e) - Konaté | Équipes |                                             | Stade de la Licorne, Amiens Spectateurs : 11 676 Diffuseur : beIN Sports 1, Canal+ Sport Arbitrage : Hakim Ben El Hadj | Stade de la Licorne, Amiens Spectateurs : 11 676 Diffuseur : beIN Sports 1, Canal+ Sport Arbitrage : Hakim Ben El Hadj |

| 37e journée – 12e          | Amiens SC | 2 – 0   | FC Metz | | |
| Samedi 12 mai 2018 21 h 00 | Manzala 21e (pen.) · Selimovic 86e (csc) | (1 – 0) |         | Stade de la Licorne, Amiens Spectateurs : 10 969 Diffuseur : beIN Sports Max 9 Arbitrage : Johan Hamel | Stade de la Licorne, Amiens Spectateurs : 10 969 Diffuseur : beIN Sports Max 9 Arbitrage : Johan Hamel |
| Samedi 12 mai 2018 21 h 00 | Rapport |         |         | Stade de la Licorne, Amiens Spectateurs : 10 969 Diffuseur : beIN Sports Max 9 Arbitrage : Johan Hamel | Stade de la Licorne, Amiens Spectateurs : 10 969 Diffuseur : beIN Sports Max 9 Arbitrage : Johan Hamel |
| Samedi 12 mai 2018 21 h 00 | Gurtner - El Hajjam, Gouano (Adenon, 55e), Dibassy, Avelar - Fofana, Monconduit - Cornette (Bodmer, 75e), Kakuta, Manzala (Ielsch, 84e) - Konaté | Équipes |         | Stade de la Licorne, Amiens Spectateurs : 10 969 Diffuseur : beIN Sports Max 9 Arbitrage : Johan Hamel | Stade de la Licorne, Amiens Spectateurs : 10 969 Diffuseur : beIN Sports Max 9 Arbitrage : Johan Hamel |

| 38e journée – 13e          | Olympique de Marseille               | 2 – 1   | Amiens SC | | |
| Samedi 19 mai 2018 21 h 00 | (Kamara ) Sanson 10e · Mítroglou 18e | (2 – 1) | 30e Konaté ( Monconduit) | Orange Vélodrome, Marseille Spectateurs : 56 120 Diffuseur : Canal+ Sport Arbitrage : Jérôme Brisard | Orange Vélodrome, Marseille Spectateurs : 56 120 Diffuseur : Canal+ Sport Arbitrage : Jérôme Brisard |
| Samedi 19 mai 2018 21 h 00 |                                      | Rapport | 55e Monconduit · | Orange Vélodrome, Marseille Spectateurs : 56 120 Diffuseur : Canal+ Sport Arbitrage : Jérôme Brisard | Orange Vélodrome, Marseille Spectateurs : 56 120 Diffuseur : Canal+ Sport Arbitrage : Jérôme Brisard |
| Samedi 19 mai 2018 21 h 00 |                                      | Équipes | Gurtner - Cissokho, Gouano , Adenon, Dibassy - Zungu, Monconduit - Gakpé (Bodmer, 58e), Kakuta (Manzala, 81e), Avelar - Konaté (Cornette, 77e) | Orange Vélodrome, Marseille Spectateurs : 56 120 Diffuseur : Canal+ Sport Arbitrage : Jérôme Brisard | Orange Vélodrome, Marseille Spectateurs : 56 120 Diffuseur : Canal+ Sport Arbitrage : Jérôme Brisard |

### Coupe de France
| 32e de finale                   | (L2) FC Sochaux-Montbéliard                                                 | 6 – 0   | Amiens SC | | |
| Dimanche 7 janvier 2018 17 h 30 | Ruiz 24e · Meïté 30e · Kalulu 36e · Robinet 60e · Bérenguer 82e · Daham 89e | (3 – 0) | | Stade Auguste-Bonal, Montbéliard Spectateurs : 5 393 Diffuseur : Eurosport 360 Arbitrage : M. Hamel | Stade Auguste-Bonal, Montbéliard Spectateurs : 5 393 Diffuseur : Eurosport 360 Arbitrage : M. Hamel |
| Dimanche 7 janvier 2018 17 h 30 | Rapport                                                                     |         | | Stade Auguste-Bonal, Montbéliard Spectateurs : 5 393 Diffuseur : Eurosport 360 Arbitrage : M. Hamel | Stade Auguste-Bonal, Montbéliard Spectateurs : 5 393 Diffuseur : Eurosport 360 Arbitrage : M. Hamel |
| Dimanche 7 janvier 2018 17 h 30 |                                                                             | Équipes | Bouet - Cissokho, Dibassy (El Hajjam, 43e), Avelar, Ielsch - Fofana (Baradji, 61e), Bodmer - Bourgaud, Charrier (Talal, 61e), Gope-Fenepej - Koïta | Stade Auguste-Bonal, Montbéliard Spectateurs : 5 393 Diffuseur : Eurosport 360 Arbitrage : M. Hamel | Stade Auguste-Bonal, Montbéliard Spectateurs : 5 393 Diffuseur : Eurosport 360 Arbitrage : M. Hamel |

### Coupe de la Ligue
| 16e de finale                    | (L1) ES Troyes | 1 – 2   | Amiens SC | | |
| Mercredi 25 octobre 2017 21 h 05 | Bellugou 49e   | (0 – 1) | 40e Konaté · 80e Ielsch | Stade de l'Aube, Troyes Spectateurs : 4 693 Diffuseur : France 3 Régions Arbitrage : Olivier Thual | Stade de l'Aube, Troyes Spectateurs : 4 693 Diffuseur : France 3 Régions Arbitrage : Olivier Thual |
| Mercredi 25 octobre 2017 21 h 05 | Rapport        |         | | Stade de l'Aube, Troyes Spectateurs : 4 693 Diffuseur : France 3 Régions Arbitrage : Olivier Thual | Stade de l'Aube, Troyes Spectateurs : 4 693 Diffuseur : France 3 Régions Arbitrage : Olivier Thual |
| Mercredi 25 octobre 2017 21 h 05 |                | Équipes | Gurtner - Cissokho (Avelar, 34e), Gouano , Dibassy, Ielsch - Zungu, Ngosso - Bourgaud (Cornette, 81e), Nathan (Kakuta, 75e), Gope-Fenepej - Konaté | Stade de l'Aube, Troyes Spectateurs : 4 693 Diffuseur : France 3 Régions Arbitrage : Olivier Thual | Stade de l'Aube, Troyes Spectateurs : 4 693 Diffuseur : France 3 Régions Arbitrage : Olivier Thual |

| 8e de finale                      | Amiens SC | 2 – 1   | Tours FC (L2) |                                                                                                |                                                                                                |
| Mercredi 13 décembre 2017 21 h 05 | Koïta 16e · Bourgaud 45+1e | (2 – 0) | 90e Mancini   | Stade de la Licorne, Amiens Spectateurs : 5 645 Diffuseur : Foot+ Arbitrage : Franck Schneider | Stade de la Licorne, Amiens Spectateurs : 5 645 Diffuseur : Foot+ Arbitrage : Franck Schneider |
| Mercredi 13 décembre 2017 21 h 05 | Rapport |         |               | Stade de la Licorne, Amiens Spectateurs : 5 645 Diffuseur : Foot+ Arbitrage : Franck Schneider | Stade de la Licorne, Amiens Spectateurs : 5 645 Diffuseur : Foot+ Arbitrage : Franck Schneider |
| Mercredi 13 décembre 2017 21 h 05 | Gurtner - Cissokho (El Hajjam, 38e), Adenon, Dibassy, Avelar - Zungu (Monconduit, 51e), Ielsch - Bourgaud, Nathan (Charrier, 77e), Gope-Fenepej - Koïta | Équipes |               | Stade de la Licorne, Amiens Spectateurs : 5 645 Diffuseur : Foot+ Arbitrage : Franck Schneider | Stade de la Licorne, Amiens Spectateurs : 5 645 Diffuseur : Foot+ Arbitrage : Franck Schneider |

| Quart de finale                  | Amiens SC | 0 – 2   | Paris Saint-Germain FC (L1)    | | |
| Mercredi 10 janvier 2018 21 h 05 | | (0 – 0) | 53e (pen.) Neymar · 78e Rabiot | Stade de la Licorne, Amiens Spectateurs : 9 222 Diffuseur : France 3 Arbitrage : Nicolas Rainville | Stade de la Licorne, Amiens Spectateurs : 9 222 Diffuseur : France 3 Arbitrage : Nicolas Rainville |
| Mercredi 10 janvier 2018 21 h 05 | Gurtner 34e | Rapport |                                | Stade de la Licorne, Amiens Spectateurs : 9 222 Diffuseur : France 3 Arbitrage : Nicolas Rainville | Stade de la Licorne, Amiens Spectateurs : 9 222 Diffuseur : France 3 Arbitrage : Nicolas Rainville |
| Mercredi 10 janvier 2018 21 h 05 | Gurtner - El Hajjam, Gouano, Adenon, Avelar (Ielsch, 12e) - Monconduit , Fofana - Gakpe, Kakuta, Manzala (Manzala, 76e) - Konaté (Bouet, 37e) | Équipes |                                | Stade de la Licorne, Amiens Spectateurs : 9 222 Diffuseur : France 3 Arbitrage : Nicolas Rainville | Stade de la Licorne, Amiens Spectateurs : 9 222 Diffuseur : France 3 Arbitrage : Nicolas Rainville |

### Matchs amicaux
| Amical                          | Amiens SC | 5 – 2   | Red Star FC (N1)              |                              |                              |
| Dimanche 9 juillet 2017 18 h 00 | Koita 38e · Koita 42e · Labeau 57e · Rabeï 61e · Bourgaud 88e | (2 – 0) | 73e Teuma · 82e (pen.) Mhirsi | Le Touquet Diffuseur : Aucun | Le Touquet Diffuseur : Aucun |
| Dimanche 9 juillet 2017 18 h 00 | Rapport |         |                               | Le Touquet Diffuseur : Aucun | Le Touquet Diffuseur : Aucun |
| Dimanche 9 juillet 2017 18 h 00 | MT1 : Gurtner - El Hajjam, Adenon, Bodmer, Ielsch - Ngosso, Monconduit - Manzala, Charrier, Dompé (Talal, 17e) - Koïta MT2 : Bouet - Cissokho (Rosso, 75e), Gouano, Baradji, Dibassy - Fofana, Ndombele - Bourgaud, Rabeï (Vouama, 89e), Labeau (Nzeyi, 89e) - Kamara | Équipes |                               | Le Touquet Diffuseur : Aucun | Le Touquet Diffuseur : Aucun |

| Amical                        | Amiens SC | 0 – 1   | Sélection UNFP |                              |                              |
| Mardi 11 juillet 2017 18 h 00 | | (0 – 0) | 52e Legras     | Montdidier Diffuseur : Aucun | Montdidier Diffuseur : Aucun |
| Mardi 11 juillet 2017 18 h 00 | Rapport |         |                | Montdidier Diffuseur : Aucun | Montdidier Diffuseur : Aucun |
| Mardi 11 juillet 2017 18 h 00 | Gurtner (Bouet, 46e MT) - El Hajjam (Cissokho, 59e), Gouano (Bodmer, 59e), Adenon (Ielsch, 59e), Dibassy - Ngosso (Monconduit, 59e), Ndombele (Fofana, 59e) - Bourgaud (Talal, 59e), Rabeï (Charrier, 59e), Labeau (Manzala, 59e) - Koïta (Kamara, 59e) | Équipes |                | Montdidier Diffuseur : Aucun | Montdidier Diffuseur : Aucun |

| Amical                           | Amiens SC | 1 – 1   | Sporting Charleroi (D1) |                               |                               |
| Vendredi 14 juillet 2017 18 h 00 | Dompé 85e | (0 – 1) | 40e Dessoleil           | [[]], Camon Diffuseur : Aucun | [[]], Camon Diffuseur : Aucun |
| Vendredi 14 juillet 2017 18 h 00 | Rapport |         |                         | [[]], Camon Diffuseur : Aucun | [[]], Camon Diffuseur : Aucun |
| Vendredi 14 juillet 2017 18 h 00 | Gurtner (Bouet, 46e MT) - Cissokho (El Hajjam, 60e), Gouano (Adenon, 46e MT), Bodmer, (Dibassy, 60e), Ielsch (Dekoke, 60e) - Monconduit, (Ngosso, 60e), Fofana (Ndombele, 60e) - Cornette (Dompé, 46e MT), Charrier (Labeau,60e), Manzala (Bourgaud, 60e) - Kamara (Koïta, 60e) | Équipes |                         | [[]], Camon Diffuseur : Aucun | [[]], Camon Diffuseur : Aucun |

| Amical                        | Amiens SC | 3 – 1   | SV Zulte Waregem (D1) |                                                                      |                                                                      |
| Mardi 18 juillet 2017 19 h 00 | Bourgaud 2e · Koïta 7e · Charrier 72e | (2 – 0) | 58e Deryck            | Sparta Petegem stadion, Deinze Spectateurs : 1 500 Diffuseur : Aucun | Sparta Petegem stadion, Deinze Spectateurs : 1 500 Diffuseur : Aucun |
| Mardi 18 juillet 2017 19 h 00 | Rapport |         |                       | Sparta Petegem stadion, Deinze Spectateurs : 1 500 Diffuseur : Aucun | Sparta Petegem stadion, Deinze Spectateurs : 1 500 Diffuseur : Aucun |
| Mardi 18 juillet 2017 19 h 00 | MT1 : Gurtner – El Hajjam, Adenon, Bodmer, Dibassy, Ielsch – Bourgaud, Ndombele, Ngosso , Dompé – Koïta MT2 : Bouet – El Hajjam (Ielsch, 75e), Adenon, Bodmer (Dibassy, 75e), Cissokho – Fofana, Monconduit – Dompé (Cornette, 75e), Charrier, Manzala – Kamara (Ndombele, 82e) | Équipes |                       | Sparta Petegem stadion, Deinze Spectateurs : 1 500 Diffuseur : Aucun | Sparta Petegem stadion, Deinze Spectateurs : 1 500 Diffuseur : Aucun |

| Amical                           | Amiens SC | 0 – 1   | AS Nancy lorraine (L2) |                                                                                        |                                                                                        |
| Vendredi 21 juillet 2017 18 h 00 | | (0 – 1) | 45+1e Robic            | Stade Paul-Chandon, Épernay Spectateurs : 350 Diffuseur : Aucun Arbitrage : M. Leonard | Stade Paul-Chandon, Épernay Spectateurs : 350 Diffuseur : Aucun Arbitrage : M. Leonard |
| Vendredi 21 juillet 2017 18 h 00 | Rapport |         |                        | Stade Paul-Chandon, Épernay Spectateurs : 350 Diffuseur : Aucun Arbitrage : M. Leonard | Stade Paul-Chandon, Épernay Spectateurs : 350 Diffuseur : Aucun Arbitrage : M. Leonard |
| Vendredi 21 juillet 2017 18 h 00 | Bouet – Ielsch, Gouano (Rosso, 59e) Dibassy, Dekoke – Ngosso , Baradji – Cornette (N’Zeyi, 66e), Charrier (Koita, 66e), Rabei (Talal, 66e) – Labeau | Équipes |                        | Stade Paul-Chandon, Épernay Spectateurs : 350 Diffuseur : Aucun Arbitrage : M. Leonard | Stade Paul-Chandon, Épernay Spectateurs : 350 Diffuseur : Aucun Arbitrage : M. Leonard |

| Amical                         | Amiens SC | 0 – 1   | Stock City (D1) |                                                                       |                                                                       |
| Samedi 22 juillet 2017 18 h 00 | | (0 – 1) | 45e Diouf       | Stade de la Licorne, Amiens Diffuseur : Aucun Arbitrage : M. Mokhtari | Stade de la Licorne, Amiens Diffuseur : Aucun Arbitrage : M. Mokhtari |
| Samedi 22 juillet 2017 18 h 00 | Rapport |         |                 | Stade de la Licorne, Amiens Diffuseur : Aucun Arbitrage : M. Mokhtari | Stade de la Licorne, Amiens Diffuseur : Aucun Arbitrage : M. Mokhtari |
| Samedi 22 juillet 2017 18 h 00 | Gurtner – El Hajjam, Adenon, Bodmer, Cissokho – Fofana, Monconduit , NDombélé (Gouano, 63e) – Bourgaud (Dompé, 63e), Kamara (Koïta, 79e), Manzala (Charrier, 79e) | Équipes |                 | Stade de la Licorne, Amiens Diffuseur : Aucun Arbitrage : M. Mokhtari | Stade de la Licorne, Amiens Diffuseur : Aucun Arbitrage : M. Mokhtari |

| Amical                         | Amiens SC | 1 – 2   | ES Troyes (L1)        |                   |                   |
| Samedi 29 juillet 2017 18 h 00 | Charrier 68e (pen.) | (0 – 2) | 6e Darbion · 44e Pelé | Diffuseur : Aucun | Diffuseur : Aucun |
| Samedi 29 juillet 2017 18 h 00 | Rapport |         |                       | Diffuseur : Aucun | Diffuseur : Aucun |
| Samedi 29 juillet 2017 18 h 00 | Gurtner – El Hajjam (Ieslch, 60e), Adenon, Bodmer, Cissokho – Fofana, Ngosso (Gouano, 60e), Monconduit (Ndombele, 60e) – Dompé (Charrier, 60e), Labeau (Koïta, 60e), Manzala (Bourgaud, 60e) | Équipes |                       | Diffuseur : Aucun | Diffuseur : Aucun |

## Statistiques

### Temps de jeu
| P. | Joueur                | 1  | 2  | 3  | 4  | 5  | 6  | 7  | 9  | 10 | L1 | 11 | 12 | 13 | 8  | 14 | 15 | 16 | 17 | L2 | 18 | 19 | F1 | L3 | 20 | 21 | 22 | 23 | 24 | 25 | 26 | 27 | 28 | 29 | 30 | 31 | 32 | 33 | 34 | 35 | 36 | 37 | 38 |
| -- | --------------------- | -- | -- | -- | -- | -- | -- | -- | -- | -- | -- | -- | -- | -- | -- | -- | -- | -- | -- | -- | -- | -- | -- | -- | -- | -- | -- | -- | -- | -- | -- | -- | -- | -- | -- | -- | -- | -- | -- | -- | -- | -- | -- |
| G  | Raphaël Adicéam       |    |    |    |    |    |    |    |    |    |    |    |    |    |    |    |    |    |    |    |    |    |    |    |    |    |    |    |    |    |    |    |    |    |    |    |    |    |    |    |    | -  |    |
| G  | Gauthier Banaziak     |    |    |    |    |    |    |    |    |    |    |    |    |    |    |    |    |    |    |    |    |    |    |    | -  |    |    |    |    |    |    |    |    |    |    |    |    |    |    |    |    |    |    |
| G  | Jean-Christophe Bouet | -  | -  | -  | -  | -  | -  | -  | -  | -  | -  | -  | -  | -  | -  | -  | -  | -  | -  | -  | -  | -  | 90 | 53 | 90 | -  | -  | -  | -  | -  | -  | -  | -  | -  | -  | -  | -  | -  | -  | -  | -  |    | -  |
| G  | Régis Gurtner         | 90 | 90 | 90 | 90 | 90 | 90 | 90 | 90 | 90 | 90 | 90 | 90 | 90 | 90 | 90 | 90 | 90 | 90 | 90 | 90 | 90 | -  | 34 |    | 90 | 90 | 90 | 90 | 90 | 90 | 90 | 90 | 90 | 90 | 90 | 90 | 90 | 90 | 90 | 90 | 90 | 90 |
| D  | Khaled Adenon         | 90 | 90 | 90 | 90 | 90 | 90 | 90 | 90 | 90 |    | 90 | 90 |    | 90 | 90 | 4  | 90 | -  | 90 | 90 | -  |    | 90 | 90 | 90 | 90 | 90 | 90 | 90 |    | 90 | 90 | 90 | 90 | 90 | 90 | 90 | 90 | 90 | 90 | 35 | 90 |
| D  | Danilo Avelar         |    |    |    |    | -  |    | 90 | -  | 90 | 56 | 90 | 90 | 90 | 90 |    | 90 | 90 | 90 | 90 | -  | 90 | 90 | 12 |    |    |    |    |    | 90 | 31 |    | 10 | 90 | 90 | 67 | -  |    | 90 | 90 | 90 | 90 | 90 |
| D  | Issa Cissokho         | 90 | 90 | -  | 9  | -  | -  | 90 | -  | 90 | 34 |    | -  | 90 | -  | -  | 90 | 90 | -  | 38 |    |    | 90 | -  | 90 | 90 | -  | 90 | -  | -  | 90 | 90 | 90 |    | -  | 90 | 90 | -  | 90 | -  | 90 |    | 90 |
| D  | Bakaye Dibassy        |    | 90 | 90 | 90 | 90 | 90 | -  | 90 | 90 | 90 | 29 | 90 | 90 | 90 | 90 | 90 | -  | 90 | 90 | 90 | 90 | 43 |    |    | -  | 90 | 90 | 90 | 81 | 90 | 90 | 90 | 90 | 90 | 90 | 90 | 90 | 59 |    | 90 | 90 | 90 |
| D  | Oualid El Hajjam      | 90 | -  | 90 | 90 | 90 | 90 | 65 | 90 | -  |    | 90 | 90 | -  | 90 | 90 | -  | -  | 90 | 52 | 90 | 90 | 47 | 90 | 90 | 90 | 90 | -  | 90 | 90 | 59 | 3  | -  | 90 | 90 | -  | -  | 90 | -  | 90 | -  | 90 |    |
| D  | Prince-Désir Gouano   | 90 | -  | 90 | 90 | 90 | 90 | 90 | 90 |    | 90 | 58 |    | 90 | -  | 90 | 90 | 90 | 90 |    | 90 | 90 |    | 90 | 90 | 90 | 90 | 90 | 90 | 90 | 90 | 90 | 90 | 28 |    | 90 | 90 | 90 | 90 | 90 |    | 55 | 90 |
| D  | Julien Ielsch         | -  |    | 78 | 73 | 90 | 69 | -  | -  | 6  | 90 | -  | -  |    | 90 | 7  | 17 |    | -  | 90 | -  | -  | 90 | 78 | -  | -  |    |    | -  | -  | -  | 90 | 90 | -  | -  | -  | -  | -  | -  | -  | -  | 6  | -  |
| M  | Sekou Baradji         |    |    |    |    |    |    |    |    |    | -  |    | -  | 6  | -  | -  | -  |    | -  |    |    |    | 29 |    | -  |    |    |    |    |    |    |    |    |    |    |    |    |    |    |    |    |    |    |
| M  | Mathieu Bodmer        | 90 | 90 | 65 |    |    |    |    |    |    |    |    |    |    |    |    |    |    |    |    |    |    | 90 |    | 7  | 7  | 9  | 15 | 45 | 4  |    |    |    |    |    |    |    |    |    | 1  | 9  | 15 | 32 |
| M  | Emmanuel Bourgaud     | 21 | -  | 25 | 81 | -  | -  | 11 | 69 |    | 81 | -  | -  | 26 | 19 | 63 |    | -  | 21 | 90 | -  | -  | 90 | -  | 69 | -  | -  | -  | 28 | -  | 20 | 13 | 19 | 27 | 5  |    |    |    |    | 17 | -  | -  | -  |
| M  | Charly Charrier       | 33 | 62 | -  | -  |    |    |    |    |    |    |    |    |    |    |    |    |    |    | 13 | 9  |    | 61 |    |    |    |    |    |    |    |    |    |    |    |    |    |    |    |    |    |    |    |    |
| M  | Quentin Cornette      |    |    |    |    |    |    |    |    |    | 9  | -  | 17 | 64 | 3  | 16 | 66 | 13 |    |    |    |    |    |    |    |    |    |    |    |    |    |    |    |    |    |    |    | 10 | 31 | 73 | 65 | 75 | 13 |
| M  | Jean-Luc Dompé        | -  | 28 |    | -  |    |    |    |    |    |    |    |    |    |    |    |    |    |    |    |    |    |    |    |    |    |    |    |    |    |    |    |    |    |    |    |    |    |    |    |    |    |    |
| M  | Guessouma Fofana      | 90 | 82 |    |    |    |    |    |    |    |    |    |    |    |    |    |    |    |    |    |    | 20 | 61 | 90 | 90 | 23 | 3  | 19 | 74 | 90 | 76 |    | -  | -  | -  | 5  | 29 | 21 | -  | 10 | 16 | 90 |    |
| M  | Serge Gakpé           |    |    |    |    | 58 | 27 | 25 | 90 | 73 |    | 61 | 73 | 72 | 90 | 27 | 90 | 90 | 69 | -  | 81 | 90 | -  | 90 | 83 | 90 | 67 | 18 |    |    | 70 | 77 | 71 | 35 |    | 23 | 90 | 69 | 45 |    | 25 | -  | 58 |
| M  | Georges Gope-Fenepej  |    |    |    |    |    |    |    |    | -  | 90 |    |    |    |    |    |    |    |    | 90 | 22 | 6  | 90 | 14 | -  |    |    |    | 16 |    | -  | -  |    |    |    |    |    |    |    | -  |    |    |    |
| M  | Gaël Kakuta           |    | 90 | 66 | 85 | 90 | 90 | 90 | 55 | 90 | 15 | 90 | 90 | 90 | 87 | 90 | 90 | 70 | 90 |    | 90 | 90 |    | 90 | 90 | 90 | 90 | 90 | 90 | 90 | 90 | 87 |    | 77 | 90 | 90 | 55 | 90 | 90 | 90 | 90 | 90 | 81 |
| M  | Harrison Manzala      | 69 | 90 | 12 | 17 | 32 | 63 | 70 | 21 | 90 | -  | 77 | 84 | 18 | 71 | 74 | 24 | 77 | 90 |    | 68 | 84 |    | 76 | 21 | 13 | 23 | 72 | 45 | 9  | 11 | 5  | 80 | -  | 16 | 8  | 35 | 80 | 45 | 90 | 81 | 84 | 9  |
| M  | Thomas Monconduit     | 90 | 90 | 90 | 90 | 90 | 90 | 90 |    | 84 |    | 90 |    | 84 |    | 83 | 73 | 76 | 90 | 39 | 90 | 90 |    | 90 |    | 90 | 90 | 90 | 90 | 86 | 90 | 90 | 90 | 90 | 90 | 90 | 90 | 90 | 90 | 90 | 74 | 90 | 55 |
| M  | Tanguy Ndombele       | 57 |    | 90 | 90 |    |    |    |    |    |    |    |    |    |    |    |    |    |    |    |    |    |    |    |    |    |    |    |    |    |    |    |    |    |    |    |    |    |    |    |    |    |    |
| M  | Nathan                |    |    |    |    |    | 9  |    |    | -  | 75 |    |    | -  |    |    |    |    |    | 77 |    |    |    |    |    |    |    |    |    |    |    |    |    |    |    |    |    |    |    |    |    |    |    |
| M  | Guy Ngosso            | -  | 8  | -  | 5  | 64 | -  | -  | 90 | 90 | 90 | 13 | 90 |    | 90 |    |    | 20 |    |    |    |    |    | -  | 18 | 67 | -  | -  | -  | 53 | -  | -  |    |    | -  |    | -  |    |    |    |    | -  | -  |
| M  | Madhi Talal           |    |    |    |    |    |    |    |    |    |    |    |    |    |    |    |    |    |    |    |    |    | 29 |    |    |    |    |    |    |    |    |    |    |    |    |    |    |    |    |    |    |    |    |
| M  | Bongani Zungu         |    |    |    |    | 26 | 81 | 90 | 90 | 17 | 90 | 90 | 90 | 90 |    | 90 | 90 | 90 | 90 | 51 | 81 | 70 |    |    | 72 |    | 90 | 71 | 90 |    |    |    | -  | 90 | 90 | 90 | 61 | 90 | 90 | 80 | 90 |    | 90 |
| A  | Moussa Konaté         |    |    | 90 | 90 | 79 | 90 | 79 | 78 | 23 | 90 | 25 | 90 | 90 | 29 | 90 |    | 90 | 80 | -  | 90 | 72 | -  | 37 | 90 | 83 | 81 | 75 | 90 | 37 |    |    | 27 | 90 | 85 | 85 | 76 | 60 | 72 | 89 | 90 | 90 | 77 |
| A  | Seybou Koïta          | 77 | 82 | 24 | -  |    |    |    | 12 |    |    |    | 6  | -  |    |    | -  |    |    | 90 | 9  |    | 90 | -  |    |    |    |    |    |    |    | -  |    |    |    |    |    |    |    |    |    |    |    |
| A  | Brighton Labeau       | 13 | 8  |    |    |    |    |    |    |    |    |    |    |    |    |    |    |    |    | -  |    |    | -  |    |    |    |    |    |    |    |    |    |    |    |    |    |    |    |    |    |    |    |    |
| A  | Stiven Mendoza        |    |    |    |    |    |    |    |    |    |    |    |    |    |    |    |    |    |    |    |    |    |    |    |    | 77 | 87 | 90 | 62 | 90 | 90 | 85 | 90 | 90 | 74 | 82 | 90 | 30 |    |    |    |    |    |
| A  | Lacina Traoré         |    |    |    |    | 11 | 21 | 20 | 35 | 67 | -  | 65 |    |    | 61 | -  | 86 | 14 | 10 |    |    | 18 |    |    |    |    |    |    |    |    | 79 | 90 | 63 | 13 | 90 | -  | 14 |    | 18 |    |    |    |    |
| P. | Joueur                | 1  | 2  | 3  | 4  | 5  | 6  | 7  | 9  | 10 | L1 | 11 | 12 | 13 | 8  | 14 | 15 | 16 | 17 | L2 | 18 | 19 | F1 | L3 | 20 | 21 | 22 | 23 | 24 | 25 | 26 | 27 | 28 | 29 | 30 | 31 | 32 | 33 | 34 | 35 | 36 | 37 | 38 |

### Joueurs en sélection
| P | Joueur             | Sélection      | Q. CdM | Ami. | Tot. | Réf |
| - | ------------------ | -------------- | ------ | ---- | ---- | --- |
| M | Bongani Zungu      | Afrique du Sud | 3      | 1    | 4    |     |
| D | Khaled Adenon      | Bénin          | 3      |      | 3    |     |
| A | Pape Moussa Konaté | Sénégal        | 1      | 1    | 2    |     |
| M | Gaël Kakuta        | RD Congo       | 2      |      | 2    |     |
| D | Oualid El Hajjam   | Maroc          |        | 1    | 1    |     |
| D | Bakaye Dibassy     | Mali           | 1      | 1    | 1    |     |